# فاگی باتم
فاگی باتم (به انگلیسی: Foggy Bottom) یک شهرک در ایالات متحده آمریکا است که در واشینگتن، دی.سی. واقع شده‌است.